# مسكي (افرطيسة)
مسكي هي إحدى مشيخات المملكة المغربية، تتبع جغرافيا لإقليم بولمان وإداريًا لافرطيسة. يقدر عدد سكانها بـ 9931 نسمة حسب الإحصاء الرسمي للسكان والسكنى لسنة 2004.